# Claude Préfontaine
Pour les articles homonymes, voir Préfontaine.
Claude Préfontaine (né le 24 janvier 1933, et mort le 5 janvier 2013 à 79 ans, à Montréal) est un comédien québécois qui a également doublé de nombreux films et dessins animés en version québécoise. Il a aussi été l'un des membres fondateurs du RIN (Rassemblement pour l'indépendance nationale). Il était le frère du poète Yves Préfontaine.

## Biographie
Il a été le conjoint de Michèle Craig et est le père d'Alexandre Craig Préfontaine, Éric Préfontaine, Nicolas Préfontaine, Anne Préfontaine & Caroline Préfontaine.

## Filmographie

### Cinéma
- 1966 : YUL 871 de Jacques Godbout
- 1968 : Valérie de Denis Héroux
- 1970 : Le savoir-faire s'impose d'Anne-Claire Poirier
- 1972 : La Vraie Nature de Bernadette de Gilles Carle
- 1974 : Les aventures d’une jeune veuve de Roger Fournier
- 1982 : Au boulot Galarneau ! (court-métrage) de Roger Cardinal
- 1983 : The Deadly Game of Nations de Paul Cowan : narration
- 1984 : Adolescente, sucre d'amour de Jocelyn Saab
- 1988 : Some Girls de Michael Hoffman
- 1989 : Laura Laur de Brigitte Sauriol
- 1991 : Les naufragés du Labrador de François Floquet
- 1992 : Communion (court-métrage) de Richard Avery
- 1995 : La présence des ombres de Marc F. Foizard
- 2001 : Les oubliés du XXIe siècle ou la fin du travail de Jean-Claude Burger : narration
- 2002 : Moïse : L'Affaire Roch Thériault (Savage Messiah) de Mario Azzopardi

### Télévision
- Sous le signe du lion (de Françoise Loranger; SRC, 1961) — Philippe
- Les Enquêtes Jobidon (SRC, 1962-1964)
- Ti-Jean caribou (SRC, 1963-1966)
- Rue des Pignons (dr. Marchessault)
- Terre humaine (SRC, 1983) — Docteur Marino
- Les grands procès (1995) — Frère Josephus
- Nos étés (TVA, 2006) — Docteur Pouliot, 1 épisode
- Les Sœurs Elliot (TVA, 2007) — Théo Ortéga (figurant)

### Théâtre
- Richard II de Shakespeare (au TNM, Jean Gascon)
- Dom Juan de Molière (à la NCT, Georges Groulx) — Dom Alonse
- Au retour des oies blanches (1966), de Marcel Dubé (à la Comédie-Canadienne, Georges Groulx)

## Doublage
- 1988 : Qui veut la peau de Roger Rabbit (Who Framed Roger Rabbit) de Robert Zemeckis : Juge Doom
- 1989 : Turner et Hooch : Chef Howard Hyde
- 1993 : Batman: Le Masque du Phantasme : Commissaire James Gordon
- 1997 : L.A. Confidential : Capitaine Dudley Liam Smith
- 1999 : La ligne verte : Hall Moores
- 2002 : Harry Potter et la chambre des secrets : Cornelius Fudge
- 2004 : Harry Potter et le prisonnier d'Azkaban : Cornelius Fudge
- 2005 : Harry Potter et la Coupe de feu : Cornelius Fudge
- 2007 : Harry Potter et l'Ordre du phénix : Cornelius Fudge